# Hillsboro (Texas)
Hillsboro es una ciudad ubicada en el condado de Hill en el estado estadounidense de Texas. En el Censo de 2010 tenía una población de 8.456 habitantes y una densidad poblacional de 317,81 personas por km².

## Geografía
Hillsboro se encuentra ubicada en las coordenadas 32°0′28″N 97°6′54″O / 32.00778, -97.11500. Según la Oficina del Censo de los Estados Unidos, Hillsboro tiene una superficie total de 26.61 km², de la cual 26.34 km² corresponden a tierra firme y (0.99%) 0.26 km² es agua.

## Demografía
Según el censo de 2010, había 8.456 personas residiendo en Hillsboro. La densidad de población era de 317,81 hab./km². De los 8.456 habitantes, Hillsboro estaba compuesto por el 65.72% blancos, el 14.55% eran afroamericanos, el 0.52% eran amerindios, el 0.48% eran asiáticos, el 0.01% eran isleños del Pacífico, el 16.19% eran de otras razas y el 2.53% pertenecían a dos o más razas. Del total de la población el 39.1% eran hispanos o latinos de cualquier raza.